# Bergkirchen
Bergkirchen er en kommune i Landkreis Dachau, i Regierungsbezirk Oberbayern i den tyske delstat Bayern, med godt 7.300 indbyggere.

## Inddeling
I Bergkirchen kommune er der 26 landsbyer og bebyggelser:

Alt Günding, Bergkirchen, Bergkirchen-Lus, Bibereck, Breitenau, Deutenhausen, Eisolzried, Eschenried, Facha, Feldgeding, Gröbenried, Heißhof, Hopfenau, Kienaden, Kreuzholzhausen, Lauterbach, Neu Günding, Neuhimmelreich, Oberbachern, Palsweis, Palsweis-Moos, Priel, Rennhof, Ried, Rodelzried und Unterbachern.